# Alexios Musele (Kaisar)
Alexios Musele (mittelgriechisch Ἀλέξιος Μουσελέ, auch Mosele; † nach 842 in Konstantinopel) war ein byzantinischer General armenischer Herkunft und zeitweise designierter Thronfolger des Kaisers Theophilos.

## Leben
Alexios Musele war zwischen 836 und 839/40 Ehemann der Maria (* um 826/27), der jüngsten und Lieblingstochter des Kaisers Theophilos. Dieser erhob seinen Schwiegersohn in den Rang eines Kaisars (Caesars) und damit zum potenziellen Nachfolger, da sein erstgeborener Sohn Konstantin zu diesem Zeitpunkt bereits tot war; er starb vermutlich schon 830.
Der Prosopographie der mittelbyzantinischen Zeit zufolge könnte Alexios den Kaisar-Titel schon seit 831 innegehabt haben. Jedenfalls wird im Zeremonienbuch für dieses Jahr anlässlich eines Triumphes in Konstantinopel die Anwesenheit eines Kaisars erwähnt, und außer Alexios ist unter Theophilos kein weiterer Träger dieses Titels bekannt. Zuvor hatte Alexios bereits die hohen Würden eines Patrikios, Anthypatos und Magistros bekleidet.
Im Sommer 836 führte Alexios Musele in Thrakien erfolgreich Krieg gegen die Bulgaren, wobei es ihm gelang, die direkte Landverbindung nach Thessaloniki wiederherzustellen. Nachdem er eine neue Stadt gegründet und nach sich selbst Kaisaropolis benannt hatte, kehrte er nach Konstantinopel zurück. Möglicherweise war Alexios auch 837 am Feldzug gegen Melitene beteiligt, da er als Teilnehmer am anschließenden Triumphzug erwähnt wird.
Als Befehlshaber eines Expeditionsheeres kämpfte Alexios 838 mit wechselndem Erfolg gegen die Sarazenen auf Sizilien und die Langobarden in Süditalien. Aufgrund von Gerüchten, Alexios strebe nach dem Kaiserthron und wolle Sizilien den muslimischen Angreifern übergeben (siehe auch Islam in Italien), wurde er nach Konstantinopel zurückgeholt und vorübergehend in Haft genommen.
Seinen Status als Kaisar verlor Alexios Musele spätestens, als Theodora II. Anfang 840 den Thronfolger Michael zur Welt brachte. Nach dem frühen Tod Marias etwa um dieselbe Zeit wurde Alexios Mönch; er starb zu einem unbekannten Zeitpunkt nach 842 in einem von ihm gegründeten Kloster in Konstantinopel.